# Bages (Aude)
Bages – miejscowość i gmina we Francji, w regionie Oksytania, w departamencie Aude. Gmina znajduje się na terenie Parku Regionalnego Narbonnaise en Méditerranée. 
Według danych na rok 1990 gminę zamieszkiwały 694 osoby, a gęstość zaludnienia wynosiła 55 osób/km² (wśród 1545 gmin Langwedocji-Roussillon Bages plasuje się na 430. miejscu pod względem liczby ludności, natomiast pod względem powierzchni na miejscu 624.). 